# Центральне (Миколаївський район)
Центральне — селище в Україні, у Шевченківській сільській громаді Миколаївського району Миколаївської області. Населення становить 1012 осіб. Колишній орган місцевого самоврядування — Центральна сільська рада.

## Населення

### Мова
Розподіл населення за рідною мовою за даними перепису 2001 року:
| Мова            | Кількість | Відсоток |
| --------------- | --------- | -------- |
| українська      | 925       | 91.40%   |
| російська       | 78        | 7.71%    |
| вірменська      | 7         | 0.69%    |
| білоруська      | 1         | 0.10%    |
| інші/не вказали | 1         | 0.10%    |
| Усього          | 1012      | 100%     |

## Інфраструктура
На території селища Центрального знаходились консервний завод та пекарня. На теперішній час розміщується Виправна колонія № 5.[джерело?]